# Fiori nella polvere
Fiori nella polvere (Blossoms in the Dust)  è un film del 1941 diretto da Mervyn LeRoy.

## Trama
Persi marito e figlio, una donna si dedica agli orfani trasformando la sua casa del Texas in un istituto che diventerà pubblico. Riuscirà anche a vincere una battaglia contro gli ingiusti pregiudizi verso i figli illegittimi. Scritto da Anita Loos, scrittrice arguta e sceneggiatrice di successo, che si basò sulla vita della texana Edna Gladney, è uno dei più famosi strappalacrime degli anni quaranta, veicolo divistico per G.Garson che le giovò per vincere l’anno dopo l’Oscar con La signora Miniver. Oscar per la migliore scenografia.

## Produzione
Il film fu prodotto da Irving Asher e Mervyn LeRoy e presentato dalla Metro-Goldwyn-Mayer (MGM) e dalla Loew's (con il nome Loew's Incorporated).

## Distribuzione
Distribuito dalla Metro-Goldwyn-Mayer (MGM), il film uscì nelle sale cinematografiche USA il 25 luglio 1941.

## Riconoscimenti
- Premi Oscar 1942
  - Oscar alla migliore scenografia (colore)
  - Candidatura al miglior film
  - Candidatura alla migliore attrice protagonista a Greer Garson
  - Candidatura alla migliore fotografia (colore)